# Porotrichodendron superbum
Porotrichodendron superbum är en bladmossart som beskrevs av Brotherus in Herzog 1916. Porotrichodendron superbum ingår i släktet Porotrichodendron och familjen Lembophyllaceae. Inga underarter finns listade i Catalogue of Life.